# Von Post-skalan

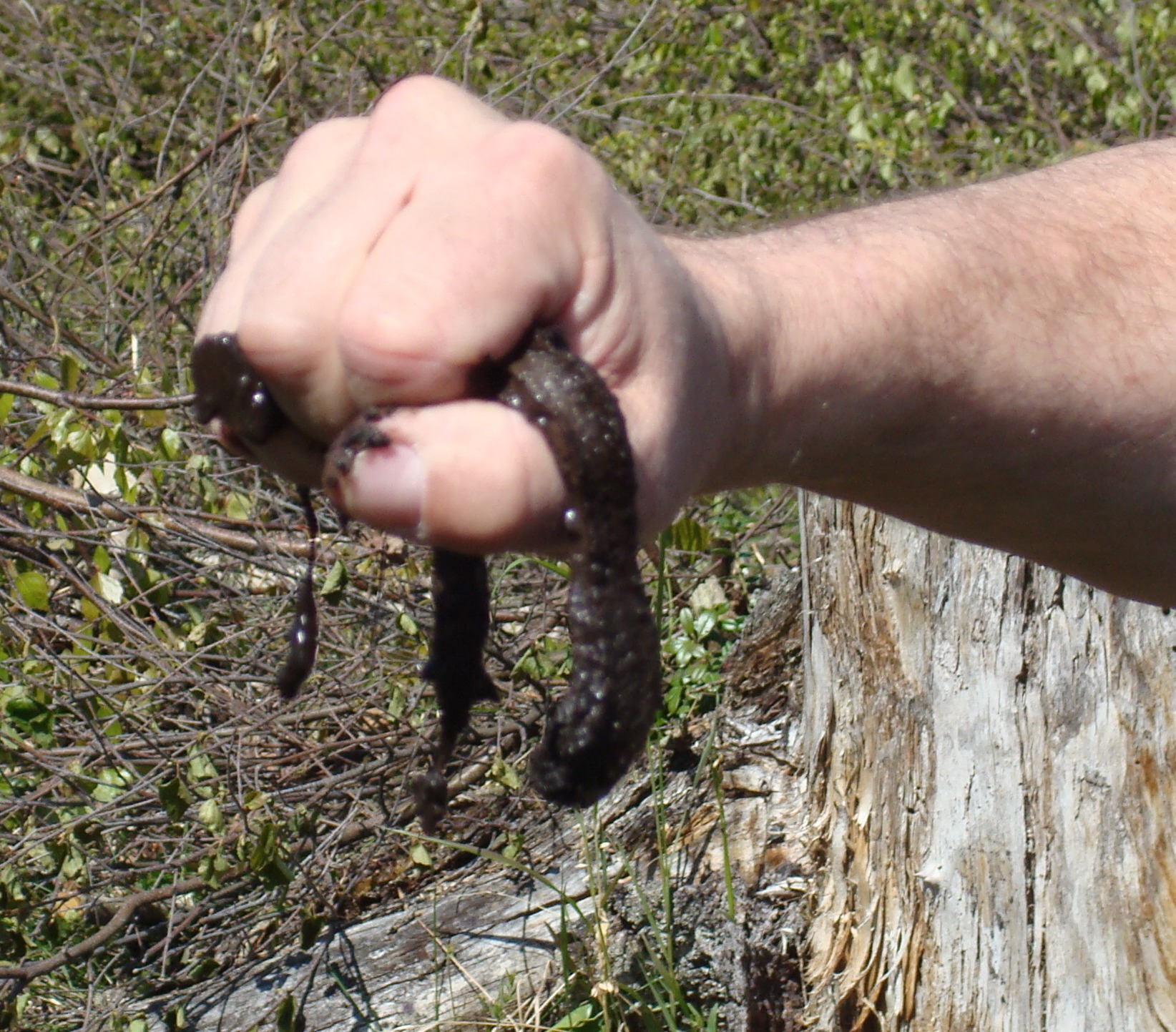
Torv av humifieringsgrad 8, nästan bara fast material pressas ut ur handen.

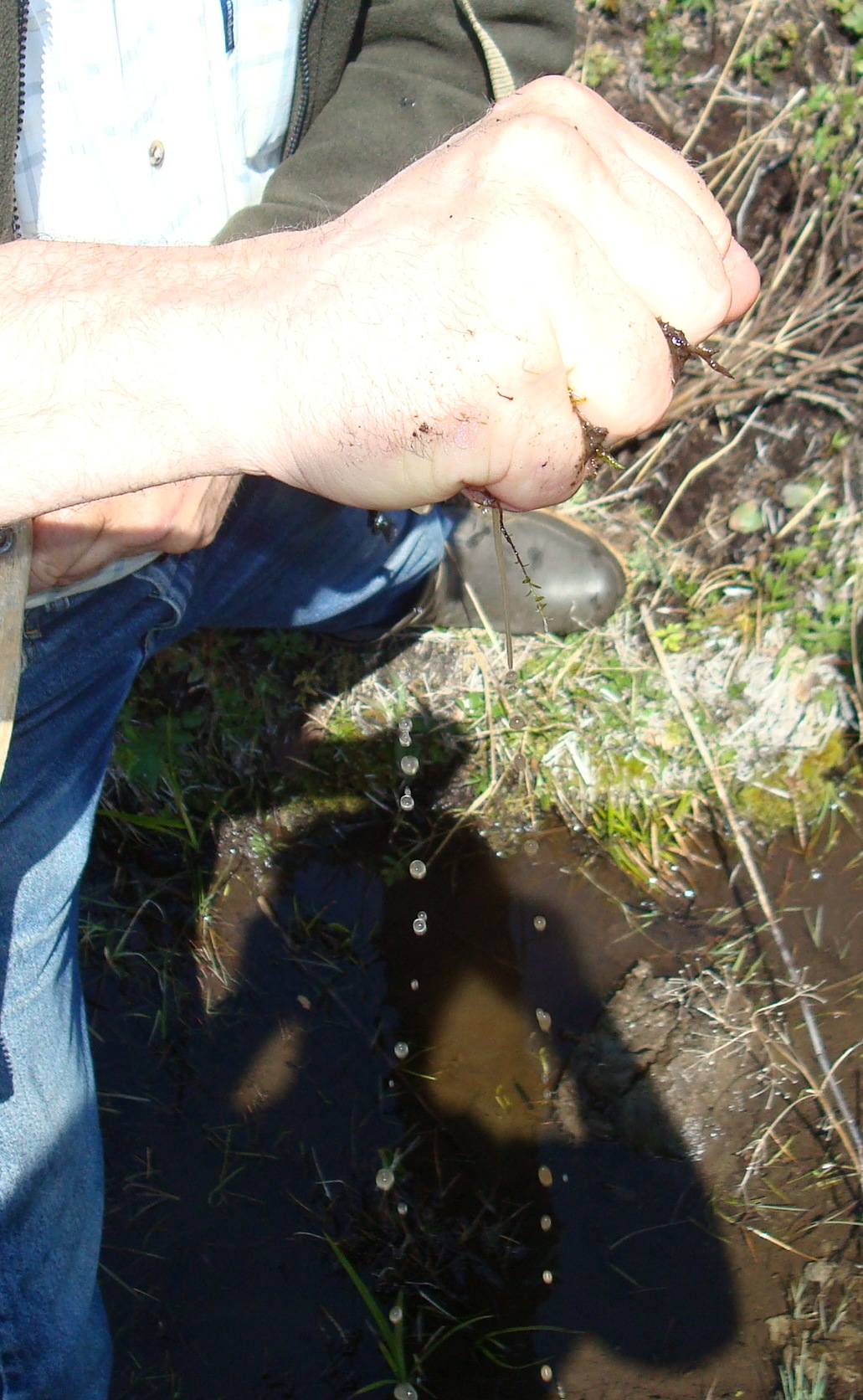
Torv av humifieringsgrad 1, endast rent vatten pressas ur handen vid humifieringstestet.

von Post-skalan är en skala för att bestämma humifieringsgraden (förmultningsgraden) hos torv. Den bär namn av sin uppfinnare, den svenske geologen Lennart von Post. 
Skalan går från 1 (H1) till 10 (H10) där 1 är låg humifieringsgrad och 10 hög. Låg humifieringsgrad innebär att torven i princip är obefintligt nedbruten och att mycket vatten finns bundet i materialet. Hög humifieringsgrad innebär att i princip all torv är nedbruten och att partiklar inte går att urskilja ur den lera som bildats.

## Humifieringsgradstest
För att bestämma humifieringsgraden tas en bit av materialet vilken pressas i handen. Vid låg humifieringsgrad kommer nästan bara rent vatten att rinna ut medan vattnet kommer att bli mer och mer brunt när humifieringsgraden stiger på skalan. Till slut kommer nästan bara material att pressas ut (se bild).

## Graderingar
| Grad | Växtstruktur i obehandlat prov | Förmultning av cellväggsubstans | Vid kramning i handen avgående torvmassa | Vid kramning i handen avgående vatten | Kramningsåterstodens karaktär             |
| ---- | ------------------------------ | ------------------------------- | ---------------------------------------- | ------------------------------------- | ----------------------------------------- |
| H1   | Tydlig                         | Ingen synlig                    | Ingen                                    | Klart, nästan färglöst                | Inte grötig                               |
| H2   | Tydlig                         | Nästan ingen                    | Ingen                                    | Klart, gulaktigt                      | Inte grötig                               |
| H3   | Tydlig                         | Svag                            | Ingen                                    | Svagt grumligt, brunaktigt            | Inte grötig                               |
| H4   | Tydlig                         | Tämligen svag                   | Ingen el. obetydlig                      | Grumligt                              | Något grötig                              |
| H5   | Rätt tydlig                    | Tämligen stark                  | Någon                                    | Starkt grumligt                       | Tämligen grötig, men med tydlig struktur  |
| H6   | Rätt otydlig                   | Tämligen stark                  | Ca en tredjedel                          | Starkt grumligt                       | Starkt grötig, växtstruktur ganska tydlig |
| H7   | Iakttagbar                     | Tämligen stark                  | Ca hälften                               | Vällingartat el. inget                | Starkt grötig, växtstruktur ganska tydlig |
| H8   | Mycket otydlig                 | Stark                           | Ca två tredjedelar                       | Vällingartat el. inget                | Rottrådar, fibrer, bark                   |
| H9   | Nästan ingen                   | Nästan fullständig              | Nästan hela                              | Vanligen inget                        | Enstaka rester                            |
| H10  | Ingen                          | Fullständig                     | Hela                                     | Inget                                 | Ingen                                     |